# Česko na Halovém mistrovství Evropy v atletice 2011

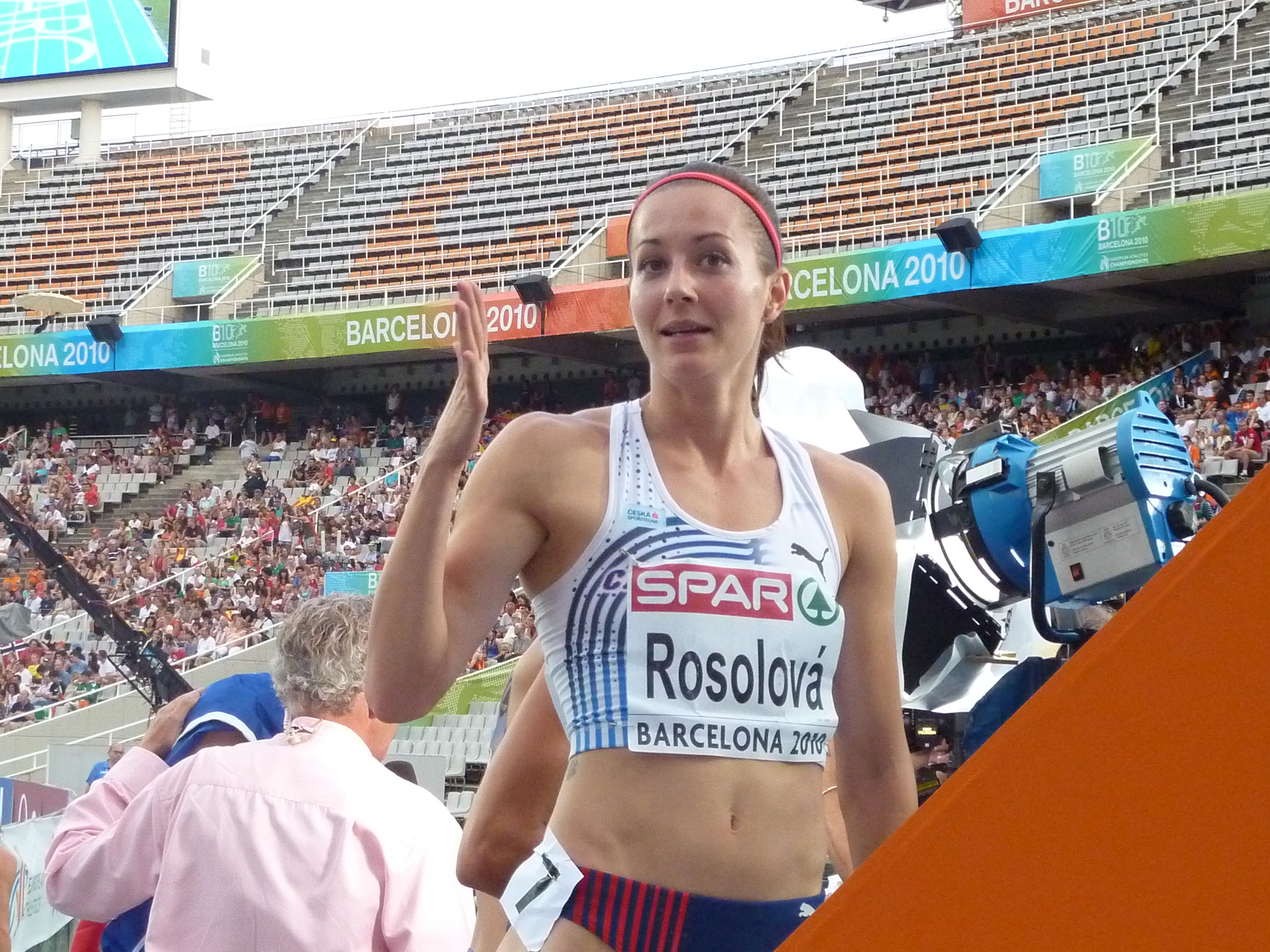
Denisa Rosolová (ME 2010)

Halového ME v atletice 2011 v Paříži se ve dnech 4. – 6. března zúčastnilo 16 českých atletů (9 mužů a 7 žen). Celkově česká výprava vybojovala dvě zlaté, jednu stříbrnou a jednu bronzovou medaili. V bodovém hodnocení Češi nasbírali 43 bodů.

## Účastníci
Limit splnil také tyčkař Michal Balner, který však na šampionát neodcestoval. 13. února 2011 na halovém mítinku v Doněcku mu při pokusu o český rekord na výšce 582 cm praskla tyč a Balnerovi roztrhla dlaň levé ruky. Překážkářka Zuzana Hejnová, která splnila časem 53,40 s limit pro běh na 400 metrů se nakonec rozhodla absolvovat pětiboj (60 m př., skok do výšky, vrh koulí, skok daleký, běh na 800 metrů). Ve všech pěti disciplínách si dokázala vylepšit osobní maxima a celkově získala 4 453 bodů, což stačilo na konečné 7. místo. Kvůli zdravotním problémům nakonec do pětiboje nenastoupila Eliška Klučinová.
Po 10 letech nemělo Česko na jednom ze dvou halových šampionátů (halové ME, halové MS) zastoupení v soutěži výškařek. Limit 192 cm nesplnila Iva Straková, Oldřiška Marešová i Romana Dubnova. Naposledy české výškařky chyběly v roce 2001 na halovém MS v Lisabonu. Posedmé v řadě se naopak halového ME zúčastnil vícebojař Roman Šebrle, který poprvé startoval na šampionátu ve Valencii 1998, kde sedmiboj nedokončil. Na následujících pěti šampionátech (Gent 2000, Vídeň 2002, Madrid 2005, Birmingham 2007, Turín 2009) však vždy vybojoval cenný kov. V Paříži obhájil český vícebojař výkonem 6 178 bodů bronzovou medaili z Turína a pošesté v řadě získal medaili.

## Výsledky

### Muži

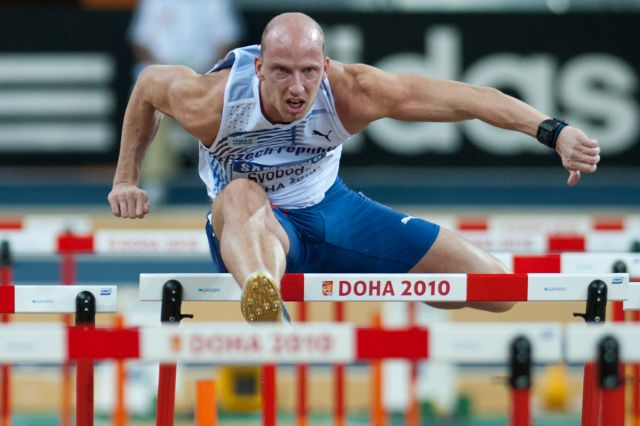
Petr Svoboda (HMS 2010)

| Atlet         | Disciplína    | Kvalifikace | Kvalifikace | Rozběh  | Rozběh   | Semifinále  | Semifinále  | Finále       | Finále           |
| Atlet         | Disciplína    | Výkon       | Umístění    | Výkon   | Umístění | Výkon       | Umístění    | Výkon        | Umístění         |
| ------------- | ------------- | ----------- | ----------- | ------- | -------- | ----------- | ----------- | ------------ | ---------------- |
| Jan Veleba    | 60 m          |             |             | 6,69 s  | 8. =     | 6,71 s      | 15. =       | nepostoupil  | nepostoupil      |
| Libor Žilka   | 60 m          |             |             | 6,71 s  | 16. =    | 6,68 s      | 10. =       | nepostoupil  | nepostoupil      |
| Pavel Maslák  | 400 m         |             |             | 48,14 s | 20.      | nepostoupil | nepostoupil | –            | –                |
| Jakub Holuša  | 1500 m        |             |             | 3:47,39 | 9.       |             |             | 3:41,57 (SB) | 5.               |
| Petr Svoboda  | 60 m přek.    |             |             |         |          | 7,55 s      | 1.          | 7,49 s       | Zlatá medaile    |
| Jaroslav Bába | Skok do výšky | 2,27 m      | 1. =        |         |          |             |             | 2,34 m (SB)  | Stříbrná medaile |
| Roman Novotný | Skok daleký   | 7,90 m      | 7.          |         |          |             |             | 7,66 m       | 8.               |
| Štěpán Wagner | Skok daleký   | 7,67 m      | 16.         |         |          |             |             | nepostoupil  | nepostoupil      |

Sedmiboj
| Roman Šebrle  | Sedmiboj    |          |            |                  |
| Roman Šebrle  | Disciplína  | Výsledek | Body       | Umístění         |
| ------------- | ----------- | -------- | ---------- | ---------------- |
|               | Běh na 60 m | 7,06 s   | 861        | 5. =             |
| Skok daleký   | 7,59 m      | 957      | 1.         |                  |
| Vrh koulí     | 15,42 m     | 816      | 2.         |                  |
| Skok do výšky | 2,06 m      | 859      | 4.         |                  |
| 60 m přek.    | 8,08 s      | 962      | 6.         |                  |
| Skok o tyči   | 4,90 m      | 880      | 8. =       |                  |
| Běh na 1000 m | 2:42,72     | 843      | 8.         |                  |
| Celkově       |             |          | 6 178 (SB) | Bronzová medaile |

### Ženy
| Atlet             | Disciplína  | Kvalifikace | Kvalifikace | Rozběh  | Rozběh   | Semifinále   | Semifinále   | Finále       | Finále        |
| Atlet             | Disciplína  | Výkon       | Umístění    | Výkon   | Umístění | Výkon        | Umístění     | Výkon        | Umístění      |
| ----------------- | ----------- | ----------- | ----------- | ------- | -------- | ------------ | ------------ | ------------ | ------------- |
| Kateřina Čechová  | 60 m        |             |             | 7,42 s  | 17. =    | nepostoupila | nepostoupila | –            | –             |
| Denisa Rosolová   | 400 m       |             |             | 54,41 s | 7.       | 52,81 s      | 2.           | 51,73 s (PB) | Zlatá medaile |
| Lenka Masná       | 800 m       |             |             | 2:06,65 | 14.      | nepostoupila | nepostoupila | –            | –             |
| Lucie Škrobáková  | 60 m přek.  |             |             | 8,17 s  | 12.      | 8,00 s (SB)  | 7. =         | 8,10 s       | 7.            |
| Jiřina Ptáčníková | Skok o tyči | 4,55 m      | 9.          |         |          |              |              | 4,60 m (=PB) | 4.            |

Pětiboj
| Zuzana Hejnová | Pětiboj     |          |            |          |
| Zuzana Hejnová | Disciplína  | Výsledek | Body       | Umístění |
| -------------- | ----------- | -------- | ---------- | -------- |
|                | Běh na 60 m | 8,25 s   | 1 073      | 2.       |
| Skok do výšky  | 1,80 m      | 978      | 4.         |          |
| Vrh koulí      | 12,11 m     | 668      | 14.        |          |
| Skok daleký    | 5,73 m      | 768      | 14.        |          |
| Běh na 800 m   | 2:09,93     | 966      | 1.         |          |
| Celkově        |             |          | 4 453 (PB) | 7.       |

| Eliška Klučinová | Pětiboj     |          |      |          |
| Eliška Klučinová | Disciplína  | Výsledek | Body | Umístění |
| ---------------- | ----------- | -------- | ---- | -------- |
|                  | Běh na 60 m | DNS      |      |          |
| Skok do výšky    |             |          |      |          |
| Vrh koulí        |             |          |      |          |
| Skok daleký      |             |          |      |          |
| Běh na 800 m     |             |          |      |          |
| Celkově          |             |          | DNS  | –        |